# Enoplognatha gershomi
Enoplognatha gershomi är en spindelart som beskrevs av Robert Bosmans och Van Keer 1999. Enoplognatha gershomi ingår i släktet Enoplognatha och familjen klotspindlar.
Artens utbredningsområde är Israel. Inga underarter finns listade i Catalogue of Life.